# Pietro Scibilia
Pietro Scibilia (Gioia Tauro, 1º maggio 1929 – Giulianova, 20 gennaio 2013) è stato un imprenditore e dirigente sportivo italiano.

## Biografia
Pietro Scibilia nacque a Gioia Tauro nel 1929. Iniziò da ragazzino con il trasporto di sale di contrabbando, emigrando anni più tardi in Argentina dedicandosi alla redditizia vendita di automobili ed in seguito al mercato immobiliare, sposando anche la sua futura moglie Carolina Gonzales. Tornato in Italia negli anni 60, si trasferì poi in Abruzzo, dove fondò prima l'Olearia Scibilia a Giulianova e poi la Gelati Gis con sede a Mosciano Sant'Angelo. Nel 1975 sponsorizzò il Roseto Basket, che fino al 1979 assunse la denominazione di Gis Roseto. In seguito acquistò il Giulianova Calcio, di cui fu presidente dal 1979 al 1982, portandola in C1. Quando la squadra tornò in C2 lasciò il mondo del calcio per qualche anno.

Una formazione del Giulianova 1993-94, in divisa targata Gis.

Moser festeggia la vittoria al Giro del 1984, con la maglia della Gis

Inoltre fondò nel 1978 la squadra ciclistica Gis Gelati, con sede a Giulianova, dove militarono Giuseppe Saronni, Roger De Vlaeminck, Francesco Moser, Johan van der Velde e Adriano Baffi, nel 1991 sciolse la squadra ciclistica per tornare definitivamente nel mondo del calcio.
Nel 1987 acquistò il Pescara allora in Serie A, lasciando la presidenza nel 1989 a Alberto Di Lena quando la squadra retrocedette in serie B nel 1989. Nel 1991 tornò alla guida del  Pescara lasciandolo solo tredici anni dopo nel 2005, dopo la retrocessione sul campo in C1 - anche se poi grazie al caso Genoa il Pescara venne ripescato in serie B - vendendo la squadra a Dante Paterna.
È morto a Giulianova nel 2013 all'età di 83 anni. 